# Soete
Soete is een Nederlandstalige familienaam die vooral voorkomt in de Vlaamse provincie West-Vlaanderen. In 2008 waren er in België 1271 mensen die deze naam droegen, één jaar eerder droegen in Nederland slechts 6 mensen deze naam.

## Betekenis
Soete is een metroniem dat voortkomt uit de korte vorm van Germaanse meisjesnamen als Avezoete, Heilzoete of Immezoete.

## Bekende personen
- Adolphe Soete (1819-1862), Belgisch kunstschilder
- Ann Soete (1959), Belgisch Vlaamsgezind politica
- Daan Soete (1994), Belgisch veldrijder en mountainbiker
- Gerard Soete (1920-2000), Belgisch rijkswachter, koloniaal en schrijver
- Han Soete (1968), Belgisch webjournalist en auteur
- Joost de Soete (1541-1589), Zuid-Nederlands edelman en militair
- Jules Soete (1857-1919), Belgisch architect
- Jules Soete (1881-1955), Belgisch architect
- Luc Soete (1950), Belgisch econoom en hoogleraar
- Paul Soete (1949), Belgisch bestuurder